# Mayoiga
Mayoiga (яп. 迷家-マヨイガ- Маёига, «Призрачная деревня») — аниме студии Diomedéa. Начало транслироваться в Японии 1 апреля 2016 года. Название  (яп. 迷い家, "Призрачный дом") восходит к японскому фольклору.

## Сюжет
Тридцать человек отправились в таинственную деревню Нанакимура, известную из слухов и городских легенд, чтобы начать новую жизнь. По прибытии они находят пустую деревню без признаков жизни, и теперь они должны разгадать её тайны.

## Персонажи
Мицумунэ (яп. 光宗)
Сэйю: Кодаи Сакаи
Чрезмерно опекаемый родителями 16-летний парень, любящий городские легенды.
Масаки (яп. 真咲)
Сэйю: Юка Аисака
Семнадцатилетняя школьница. Часто использует спонтанные гадания (например, её ждёт удача, если задержать дыхание или наступать только на белые полосы на переходе).
Хаято (яп. 颯人)
Сэйю: Таку Ясиро
Шестнадцатилетний школьник, использует никнейм «Speed Star», друг Мицумунэ.
Кохарун (яп. こはるん)
Сэйю: Каору Сакура
Девушка-этнограф, 26 лет. Собирает информацию о Нанакимуре.
Валькана (яп. ヴァルカナ Варукана)
Сэйю: Тацухиса Судзуки
Программист, 25 лет. Агрессивный, решительный и упрямый человек. В прошлом был козлом отпущения и решил не брать на себя ответственность.
Лион (яп. リオン Рион)
Сэйю: Хироми Игараси
Четырнадцатилетняя девочка, одетая в жёлтую толстовку.
Май-май (яп. マイマイ Маймай)
Сэйю: Симидзу Аяка
Семнадцатилетняя школьница.